# Rayan Cherki
Mathis Rayan Cherki, född 17 augusti 2003 i Lyon, är en fransk fotbollsspelare som spelar för Manchester City.

## Klubbkarriär
Rayan Cherki inledde sin seniorkarriär i Lyon år 2019. Cherki har representerat Frankrike på olika ungdomsnivåer sedan 2018. Vid olympiska sommarspelen 2024 i Paris ingick han i det franska laget som tog silver efter att ha förlorat finalen mot Spanien.